# Taharana fasciana
Taharana fasciana är en insektsart som beskrevs av Li 1991. Taharana fasciana ingår i släktet Taharana och familjen dvärgstritar. Inga underarter finns listade i Catalogue of Life.